# Roba da matti (film 1990)
Roba da matti (Madhouse) è un film commedia del 1990 diretto da Tom Ropelewski, interpretato da John Larroquette e Kirstie Alley.

## Trama
L'agente di borsa Mark Bannister e sua moglie, la giornalista/conduttrice televisiva Jessie, sono una coppia yuppie di successo con una vita idilliaca in California , a parte un gabinetto con una maniglia difettosa. Viene interrotto quando il timido cugino di Mark, Fred, e sua moglie incinta Bernice arrivano dal New Jersey. I primi giorni sono un po' caotici grazie al gatto Scruffy di Bernice. Mark dà loro $ 300 da spendere in città, ma il suo tempo da solo con Jessie viene interrotto quando la sorella Claudia, cercatrice d'oro, arriva dopo una lite con il suo ricco marito mediorientale Kaddir, da cui divorzia dopo che lui ha bloccato le sue carte di credito. La visita di Fred e Bernice, destinata a durare solo cinque giorni, viene prolungata quando Bernice cade sulla strada per la macchina. Le viene ordinato dal suo medico, il dottor Penix, di restare ferma fino alla nascita del bambino.
In un bar locale, Mark motiva Fred a smettere di essere l'animale domestico di Bernice, ma Fred prende il messaggio troppo alla lettera e se ne va "per ritrovare se stesso". Nel frattempo, il vicino di casa e falegname di Mark, Dale, costruisce una macchina per tenere Bernice a suo agio a letto tutto il giorno. Bernice diventa sempre più irritante, insistendo per essere servita a mani e piedi e chiedendo continui funerali e sepolture per Scruffy, il suo gatto, che muore più volte ma torna ogni volta. Anche il figlio di Claudia, Jonathan, va a vivere da loro. Jessie cerca di convincere Dale a sedurre Claudia, ma Mark e Jessie bruciano inavvertitamente la villa di Dale. Dal momento che non può essere ricostruito per tre mesi, Dale e i suoi due figli adolescenti, il figlio delinquente CK e la figlia ossessionata dal telefono Katy, si trasferiscono in casa loro, altrimenti li causa in giudizio. Nel frattempo, Mark aiuta Jonathan a trovare lavoro come addetto alla posta nel suo ufficio.
Con il passare dei giorni, il caos persiste e Mark e Jessie sono essenzialmente costretti a lasciare la propria casa. Quando Mark non si presenta al lavoro, il suo amico e collega Wes trova la coppia fuori che vive come hippy. Wes motiva Mark a resistere ancora un po'; è sul punto di concludere un affare di successo per il suo capo, Bob Grindle. Al lavoro, Mark riceve da Bogotà una scatola contenente cocaina, inviatagli ma richiesta da Jonathan. Grindle dice a Mark di vendere una serie di azioni a causa di uno scandalo, ma Mark se ne dimentica prima di lasciare il lavoro con la cocaina. Fred ritorna, essendosi fatto crescere i baffi e acquisendo un elefantino. La polizia arriva a casa e trova Scruffy in overdose di cocaina; distruggono la casa di Bannister durante l'arresto per droga, che la stazione televisiva di Jessie trasmette. Vedendolo, la stressata Jessie esplode in un esaurimento mentale pieno di imprecazioni in diretta TV. Spinti al limite e di fronte all'apparente rovina e alle accuse imminenti, Mark e Jessie decidono di abbandonare la casa ai loro ospiti e lasciare la città per iniziare una nuova vita.
Il giorno successivo, quando Mark e Jessie tornano per salvare ciò che possono, sentono una registrazione del dottor Penix in cui si afferma che Bernice non è mai stata incinta e il loro ultimo briciolo di sanità mentale si dissolve. Una Jessie infuriata catapulta Bernice dal suo letto al cortile sul retro e la costringe a confessare di sapere che non era incinta. Quindi rovina i vestiti costosi di Claudia per costringerla ad uscire, mentre Mark terrorizza Dale con una sega elettrica finché lui e i suoi figli non se ne vanno. Infine, Jessie mette i fuochi d'artificio nella borsa della cocaina di Jonathan, che esplode mentre cerca di fuggire nella Lotus (in prestito) di Dale.. Mark e Jessie minacciano quindi di dare fuoco alla loro stessa casa per tenere lontani per sempre i loro visitatori parassiti. La polizia arriva e si scusa, affermando che la loro unica prova - Scruffy - è scomparsa e che pagheranno tutti i danni subiti. Grindle arriva e, credendo che Mark avesse intenzione di mantenere le scorte, dichiara di aver accumulato una piccola fortuna quando lo scandalo si è rivelato falso. Offre a Mark una parte del profitto e una promozione. Claudia coglie l'occasione per sedurre Grindle e Dale flirta con uno degli agenti di polizia, con grande dispiacere di CK. Scruffy ritorna dalla stanza delle prove della stazione di polizia, ma è determinato a restare con Mark e Jessie. Bernice e Fred se ne vanno, con Fred che assume molto più controllo di prima. Jessie e Mark stanno per mettersi a proprio agio, ma prima Mark distrugge il gabinetto sempre difettoso con una mazza.
L'epilogo afferma che il furioso sfogo in onda di Jessie le è valso il suo programma televisivo, e lei e Mark si sono trasferiti in una casa con tre camere da letto a Malibu e hanno vissuto felici e contenti... fino a quando i loro genitori sono venuti a trovarli.

## Produzione
Il film uscì negli USA il 16 febbraio 1990. In Italia arrivò a maggio dello stesso anno. 	

## Curiosità
- L'incasso di Roba da matti negli Usa è stato di 21.036.771 dollari.
- Ancora non è stato pubblicato il DVD in Italia, nonostante il successo della pellicola negli anni novanta a cui ha contribuito la messa in onda in prima serata su Canale5 e l'uscita in VHS della RCA Columbia Pictures.
- L'attore calvo Mark Bringelson, che nel film compare in un piccolo ruolo nei panni di un poliziotto è l'attore che due anni dopo interpretò Timms in Il tagliaerbe.
- La colonna sonora dei titoli di testa e di coda è Let's Dance del cantante italoinglese Chris Rea, tratta dal suo album Dancing with strangers del 1987.